# Vestre Slidre
Vestre Slidre er en kommune i Innlandet fylke i Norge. Den grænser i nordvest til Vang, i nordøst til Øystre Slidre, i øst til Nord-Aurdal og i sydvest Hemsedal. Kommunen ligger i Valdres i det centrale Syd-Norge mellem Hallingdalen og Gudbrandsdalen. Højeste punkt er Blåkampen der er 1.646 moh.

## Areal og befolkning
Kommunen havde 2.133 indbyggere i 2019, og  deles ofte op i områderne Røn, Slidre og Lomen.
Folk fra Vestre Slidre omtales ofte som vestreslidringer, mens folk fra det største sted Røn omtales som rønsbygding som fra gammel tid  betyder overmenneske.[kilde mangler] Det noget bredere begreb slidring er også almindeligt. Lomesbygding er man, hvis man kommer fra Lomen. Kommunecenteret ligger i Slidre sentrum.

## Historie
Man kender en del til disse bygder fra sagatiden og før den tid også. Af de mest dominerende minder, som stadig findes, er runestenen Einangstenen fra år 300.
Fra sagaerne kan man læse, at Harald Hårfager var den første konge (872 – 930) af Norge. I 866 gik han ind i den første af en serie krige mod små kongeriger. En af disse var kampen med Skallagrim Kveldulvssøn i Vestre Slidre. Senere i 872, efter at have vundet slaget i Hafrsfjord nær Stavanger, blev han konge af hele landet.
Snorri Sturluson fortæller i Heimskringla, at Olav den Hellige i 1023 kom uden varsel fra Sogn under sin kristningsfærd i Norge. I Slidre var bønderne uforberedte, og han erobrede alle deres både. Som løsepenge for at få bådene tilbage måtte de acceptere hans kristendom.

## Seværdigheder
- Lomen stavkirke
- Slidredomen (Vestre Slidre kirke) er en stenkirke fra omkring 1200 . Den var sandsynligvis hovedkirke for Valdres i middelalderen.
- Einangstenen

## Galleri
- Slidredomen
- Udsigt over Lomen fra Garbergfeltet, med Jotunheimen i baggrunden. Nede ved søen ligger Lomen til højre
- Inskription på Einangstenen